# Rozszerzadło Hegara

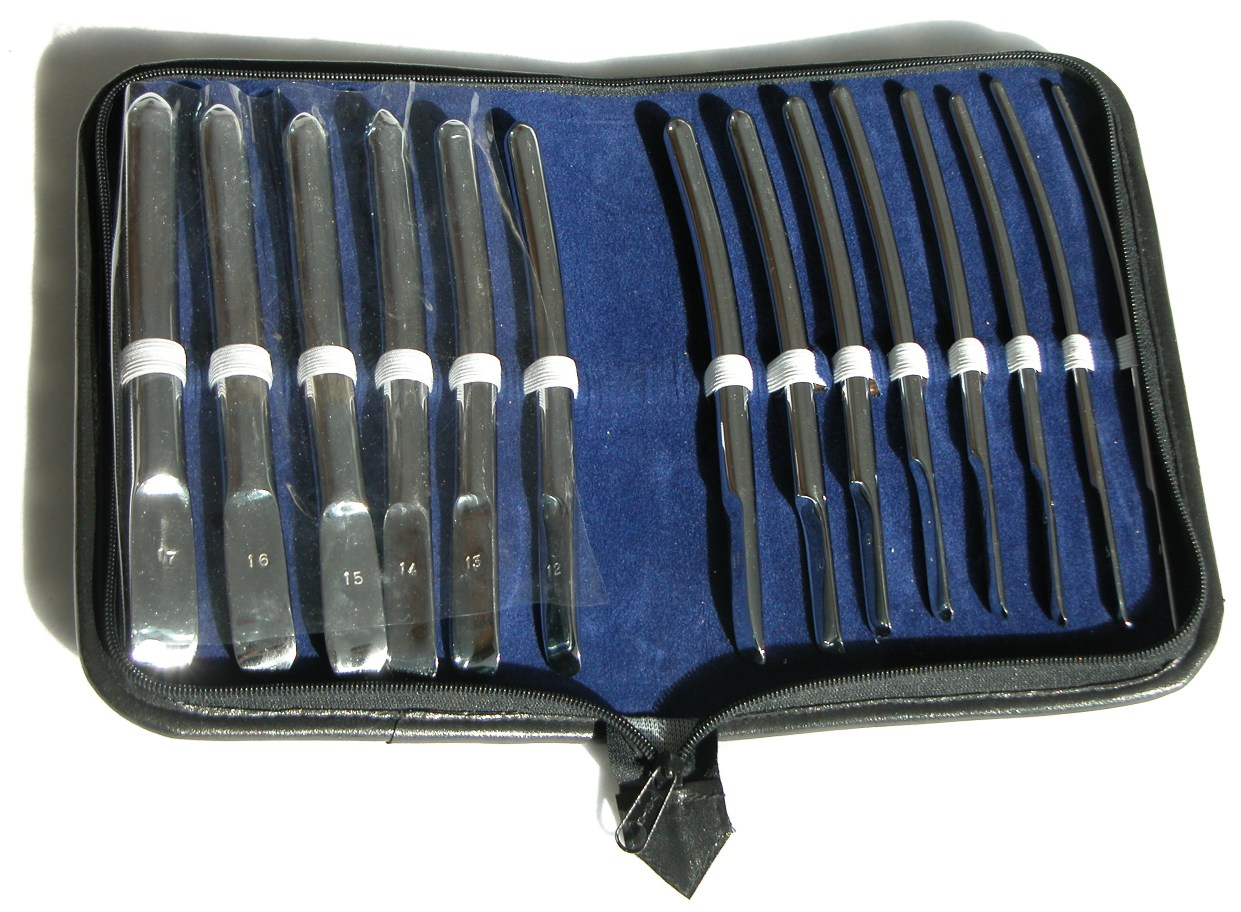
Zestaw rozszerzadeł

Rozszerzadło Hegara (ang. Hegar's dilator, niem. Hegar's Stifte, Hegarstifte) – narzędzie stosowane w wielu działach medycyny, mające postać okrągłego w przekroju walca ze stali nierdzewnej (wcześniej ze szkła lub twardej gumy) o określonej średnicy. Wprowadził je w ginekologii Alfred Hegar.
Rozszerzacze  Hegara to zestaw metalowych prętów o coraz większych średnicach, od 0,5 – 1 milimetra do 26 milimetrów. Mają stożkową końcówkę. Niektóre zestawy mają końcówki stożkowe na obu końcach, podczas gdy inne mają jeden koniec spłaszczony dla łatwiejszej manipulacji. Rozszerzacze Hegara są zwykle oznaczone liczbą Hegar, która odpowiada ich rozmiarowi w milimetrach (np. Hegar rozmiar 8 ma grubość 8 mm). Dostępne na rynku rozszerzacze Hegara są powszechnie sprzedawane w zestawach po 8, 10 lub 14 pojedynczych pręcików.
Stosowane są w ginekologii do poszerzania średnicy kanału szyjki macicy oraz w leczeniu pochwicy, a także w chirurgii dziecięcej do poszerzania średnicy kanału odbytu po operacji jego zarośnięcia. Innym zastosowaniem jest kalibracja średnicy cewki moczowej w przypadku zwężenia jej światła po zabiegach operacyjnych, np. nadmuchiwanej protezy prącia. Stosowano je także w kardiochirurgii np. podczas przezkomorowej komisurotomii zastawki mitralnej rozszerzaczem Tubbsa.